# Florence Parly
Florence Parly (Boulogne-Billancourt, 8 de maig de 1963) és una política francesa, que fou ministra de Defensa del 2017 al 2022, sota el President Emmanuel Macron.

## Biografia
Florence Parly va ser contractada com a Secretària d'Estat pel Pressupost el 3 de gener de 2000 en el govern Socialista del Primer ministre Lionel Jospin. En el càrrec fins al 6 de maig de 2002, quan va secundar Christian Sautter al Ministeri d'economia.
Parly va treballar a Air France com a ajudant del director general, abans de convertir-se en directora-general de SNCF Voyageurs fins al 2017. També va ser en els staffs de les empreses franceses Altran, Ingenico i Zodíac Aeroespacial.

## Ministra de Defensa

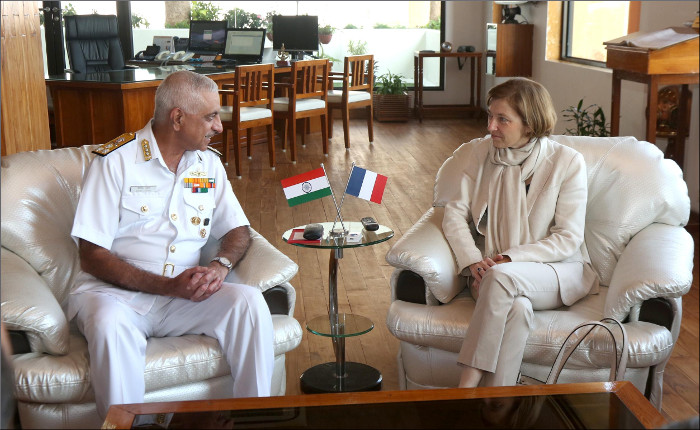
Florence Parly i el vice almirall de l'Armada índia Girish Luthra el 2017

Parly va ser nomenada Ministra de Defensa el 21 de juny de 2017 després que Sylvie Goulard va ser forçada a dimitir a causa d'una investigació del seu partit. En el nou govern Jean Castex (3-7-2020) manté aquest càrrec. Després del nomenament, va dimitir tots els seus càrrecs en els staffs esmentats; i el seu marit Martin Vial es va retirar del seu càrrec a Thales Grup.
Poc després de prendre possessió del càrrec, Parly va ordenar una investigació sobre les denúncies presentades pel setmanari satíric Le Canard enchaîné segons el qual el cap interí de la força aèria francesa presumptament va agafar en préstec un Dassault / Dornier Alpha Jet els caps de setmana per volar des de la seva base a Bordeus a la seva casa a la Provença.
Pel que fa a l'Acord Nuclear amb l'Iran, Parly va dir a la televisió BFMTV que "res seria pitjor que l'Iran abandonés aquest acord. Volem absolutament mantenir viu aquest acord ”.